# Sander van Gessel
Sander van Gessel est un footballeur néerlandais né le 4 novembre 1976. Il évolue au poste de défenseur.